# Heterophrynus longicornis
Heterophrynus longicornis är en spindeldjursart som först beskrevs av Butler 1873.  Heterophrynus longicornis ingår i släktet Heterophrynus och familjen Phrynidae. Inga underarter finns listade i Catalogue of Life.